# Ацилии
Ацилии (Acilii) е плебейска фамилия в Римската империя.
Ацилий (Acilius), женски род Ацилия (Acilia), са nomen (имената) на gens Acilia.
Най-важните клонове на фамилията са (императорските) Авиола (Aviolae), Балби (Balbi) и особено Глабрион (Glabriones), които са известни от 3 век пр.н.е. до края на 5 век.
През 1888 г. в Рим откриват гроб на Ацилии Глабрион.
Най-важните членове на фамилията са:
- Маний Ацилий Глабрион (консул 191 пр.н.е.), участник в битката при Термопилите, консул 191 пр.н.е.
- Гай Ацилий, сенатор, 155 пр.н.е., историк на гръцки
- Маний Ацилий Авиола (консул 239 г.), консул 239 г.
- Маний Ацилий Балб (консул 114 пр.н.е.), консул през 114 пр.н.е.
- Маний Ацилий Глабрион (консул 67 пр.н.е.), Lex Acilia Calpurnia
- Марк Ацилий Канин, 48 пр.н.е. легат на Юлий Цезар в гражданската война.
- Марк Ацилий Глабрион (консул 33 пр.н.е.)
- Ацилий Глабрион, вер. суфектконсул по времето на Нерон или Домициан
- Маний Ацилий Авиола (консул 54 г.)
- Луций Ацилий Страбон, суфектконсул 80 г.
- Маний Ацилий Глабрион (консул 91 г.)
- Луций Ацилий Руф, суфектконсул 107 г.
- Публий Ацилий Атиан, преториански префект при императорите Траян и Адриан
- Маний Ацилий Авиола (консул 122 г.)
- Маний Ацилий Глабрион (консул 124 г.)
- Маний Ацилий Глабрион (консул 152 г.)
- Маний Ацилий Фаустин (консул 179 г.), суфектконсул 179 г.
- Маний Ацилий Глабрион (консул 186 г.), консул 186 и суфектконаул 173 г.
- Маний Ацилий Фаустин (консул 210 г.), консул 210 г.
- Маний Ацилий Авиола (консул 239 г.)
- Марк Ацилий Глабрион (консул 256 г.)
- Маний Ацилий Глабрион (консул 152 г.), роден като Маний Ацилий Север

## Биология
- В биологията: Acilius - водни бръмбари, твърдокрили